# Tatjana Jelača
Tatjana Jelača, cyr. Татјана Јелача (ur. 10 sierpnia 1990 w Sremskiej Mitrovicy) – serbska lekkoatletka specjalizująca się w rzucie oszczepem.
W 2008 zdobyła brązowy medal mistrzostw świata juniorów, które odbywały się w Bydgoszczy. Startowała w igrzyskach olimpijskich w Pekinie gdzie miała 3 nieudane próby i nie awansowała do finału. Podczas igrzysk w Londynie zajęła 26. lokatę w rundzie eliminacyjnej i ponownie nie udało jej się awansować do finału. Finalistka mistrzostw Europy z 2010 i 2012, w 2011 nie udało jej się awansować do finału na mistrzostwach świata. W 2014 została w Zurychu wicemistrzynią Europy.
Rekord życiowy: 64,21 m (14 sierpnia 2014, Zurych), wynik ten do czerwca 2024 był rekordem Serbii.

## Osiągnięcia
| Rok  | Impreza                               | Miejsce      | Lokata            | Wynik |
| ---- | ------------------------------------- | ------------ | ----------------- | ----- |
| 2007 | Mistrzostwa świata juniorów młodszych | Ostrawa      | 6. miejsce        | 48,12 |
| 2008 | Zimowy puchar Europy                  | Split        | 7. miejsce        | 48,21 |
| 2008 | Mistrzostwa świata juniorów           | Bydgoszcz    | 3. miejsce        | 58,77 |
| 2008 | Igrzyska olimpijskie                  | Pekin        | –                 | NM    |
| 2009 | Zimowy puchar Europy                  | Teneryfa     | 3. miejsce        | 54,14 |
| 2009 | Mistrzostwa Europy juniorów           | Nowy Sad     | 1. miejsce        | 60,35 |
| 2010 | Zimowy puchar Europy                  | Arles        | 2. miejsce        | 56,26 |
| 2010 | II ligi drużynowych mistrzostw Europy | Belgrad      | 1. miejsce        | 58,54 |
| 2010 | Mistrzostwa Europy                    | Barcelona    | 12. miejsce       | 52,13 |
| 2011 | Młodzieżowe mistrzostwa Europy        | Ostrawa      | 7. miejsce        | 55,44 |
| 2011 | Mistrzostwa świata                    | Daegu        | el. – 24. miejsce | 56,68 |
| 2012 | Mistrzostwa Europy                    | Helsinki     | 7. miejsce        | 57,58 |
| 2012 | Igrzyska olimpijskie                  | Londyn       | el. – 26. miejsce | 57,09 |
| 2013 | II liga drużynowych mistrzostw Europy | Kowno        | 2. miejsce        | 56,88 |
| 2013 | Igrzyska śródziemnomorskie            | Mersin       | 2. miejsce        | 57,88 |
| 2013 | Mistrzostwa krajów bałkańskich        | Stara Zagora | 1. miejsce        | 56,54 |
| 2013 | Mistrzostwa świata                    | Moskwa       | 9. miejsce        | 60,81 |
| 2014 | Mistrzostwa Europy                    | Zurych       | 2. miejsce        | 64,21 |